# Masahiro Shimmyo
Masahiro Shimmyo (新明 正広 Shimmyo Masahiro?), född 16 juli 1972 i Chiba prefektur, är en japansk före detta fotbollsspelare.
Shimmyo började sin karriär 1991 i Toshiba (Consadole Sapporo). 1997 flyttade han till Ventforet Kofu. Han avslutade karriären 2000.